# Asphondylia solidaginis
Asphondylia solidaginis är en tvåvingeart som beskrevs av Beutenmuller 1907. Asphondylia solidaginis ingår i släktet Asphondylia och familjen gallmyggor. Inga underarter finns listade i Catalogue of Life.